# Accadia
Accadia là một đô thị thuộc tỉnh Foggia trong vùng Puglia ở Ý. Đô thị này có diện tích 30 km², dân số 2678 người.
Đô thị này có các làng sau: Agata delle Noci
Đô thị này giáp với các đô thị sau: Bovino, Deliceto, Monteleone di Puglia, Panni, Sant'Agata di Puglia.